# Escondido (Californie)
Pour les articles homonymes, voir Escondido.
Escondido est une municipalité américaine du comté de San Diego en Californie, située au nord de San Diego. Le nom de la ville provient du mot espagnol escondido qui signifie caché en français. En effet la ville se trouve au fond d'une étroite vallée entourée de montagnes.
Fondée en 1888, c'est une des villes les plus anciennes du comté de San Diego. La population de la ville s'élève à 143 911 habitants (2010) sur une surface de 94,5 km2, ce qui en fait la quatrième ville du comté par le nombre d'habitants.
L'économie de la ville a d'abord été basée sur l'agriculture (vigne, agrumes, olivier, avocat...) grâce au climat doux de la région et au lac Wohlford, un lac artificiel créé en 1895. De nos jours, Escondido s'urbanise à grande vitesse et l'économie se diversifie dans le tourisme, les services et les industries légères et de haute technologie.
La ville possède plusieurs parcs dont celui de Kit Carson, où se trouve Queen Califia's Magical Circle, un parc de sculptures créées par Niki de Saint Phalle. 

## Démographie
| 1890 | 1900 | 1930  | 1940  | 1950  | 1960   |
| ---- | ---- | ----- | ----- | ----- | ------ |
| 541  | 755  | 3 421 | 4 560 | 6 544 | 16 377 |

| 1970   | 1980   | 1990    | 2000    | 2010    | - |
| ------ | ------ | ------- | ------- | ------- | - |
| 36 792 | 64 355 | 108 635 | 133 559 | 143 911 | - |

## Personnalités liées à la ville

### Naissance à Escondido
Voir la Catégorie:Naissance à Escondido

### Décès à Escondido
- Clarence Emir Allen, homme politique, en 1932 ;
- Billy Bevan, acteur et réalisateur, en 1957 ;
- John S. Robertson, réalisateur, acteur, producteur et scénariste, en 1964 ;
- Clifford Hillhouse Pope, herpétologiste, en 1974 ;
- Neil Hamilton, acteur, en 1984 ;
- Gale Gordon, acteur, en 1995 ;
- Steve Reeves, bodybuilder, acteur et auteur, en 2000 ;

## Anecdote
La ville a les honneurs du titre d'un album de J.J. Cale et Eric Clapton : The Road to Escondido, paru en 2006.